# AC 나가노 파르세이루 레이디스
AC 나가노 파르세이루 레이디스(일본어: AC長野パルセイロ・レディース AC 나가노 파루세이로 레디스[*], 영어: AC Nagano Parceiro Ladies)는 나가노현 나가노시를 연고로 하는 일본의 여자 프로 축구 클럽으로 2000년에 AC 나가노 파르세이루 산하 여자 축구단으로 설립되었으며 현재 WE리그에 참가하고 있다.

## 수상 경력
- 나데시코 리그 디비전 1 : 3위 (2016)
- 나데시코 리그 디비전 2 : 우승 (2015), 준우승 (2006), 3위 (2005)

## 같이 보기
- 일본 축구 협회